# Liber certarum historiarum
Der liber certarum historiarum (das Buch gewisser Geschichten) ist ein Geschichtswerk des Spätmittelalters und wurde vom Abt Johann von Viktring geschrieben.
Das Buch behandelt die Geschichte der Herzogtümer Österreich, Steiermark, Kärnten und Krain ab 1335. Teile dieser Reichs- und Kirchengeschichte reichen bis in die Karolingerzeit zurück. Das Werk war auch als Fürstenspiegel gedacht und beschreibt die Zeitgeschichte der damaligen Zeit mit Augenmerk auf die Herrschergeschlechter der Habsburger und Luxemburger.
Das Handexemplar wird heute in München in der Bayerischen Staatsbibliothek aufbewahrt. Das Buch gewisser Geschichten ist vollständig im „Anonymus Leobiensis“ erhalten. Es besteht aus sechs Büchern (libri I – VI).
Für die Geschichte vor seiner eigenen Lebenszeit stützte sich Johann von Viktring auf schriftliche Quellen wie die steirische Reimchronik des Ottokar aus der Gaal oder Martinus Polonus, wohingegen er für die Zeitgeschichte Zeitzeugen (v. a. Kirchenmänner) befragte bzw. aus seinen eigenen Erfahrungen und seinem Gedächtnis aufschrieb. Er verwendete auch wörtliche Zitate. Was den liber certarum historiarum zu einem so bedeutenden Werk des Spätmittelalters macht, ist der Versuch des Abtes, so objektiv wie möglich zu sein. Deshalb gibt es viele Versionen von Teilen des Buches, die heute noch erhalten sind, weil ständig neue Informationen und sprachlich-stilistische und literarische Verbesserungen hinzukommen. Johann von Viktring widmete sein Werk Albrecht II. von Österreich.

## Die einzelnen Bücher
Liber primus mit 14 Kapitel besteht aus
- Regierungsantritt Friedrichs II.
- Verlust Österreichs an Ottokar
- Zwiespalt und Veränderung im Reich
- Ulrich von Kärnten.
Liber secundus mit 10 Kapitel besteht aus
- Wahl Rudolf zum römischen König
- Ausgang der Babenberger
- Beginn des Interregnums in Österreich
- Rudolf von Habsburg gegen Ottokar
- Sitten der Kärntner.
Liber tertius mit 10 Kapitel besteht aus
- Albrecht und den zeitgeschichtlichen Ereignissen
- Tod des Papstes Bonifazius
- Unterwerfung Kärntens
- Tod Albrechts.
Liber quartus mit 10 Kapitel besteht aus
- Wahl Heinrichs von Luxemburg
- Vertreibung Heinrichs von Kärnten aus Böhmen
- Italienfeldzug Heinrichs VII.
- Tod Heinrichs VII.
- Schlacht bei Gammelsdorf 1313.
Liber quintus mit 10 Kapitel besteht aus
- Doppelwahl 1314
- Schlacht bei Mühldorf 1322
- Friedrichs und Heinrichs Freilassung aus der Gefangenschaft
- Ludwigs Italienfeldzug
- Charakterisierung Albrechts II.
- Ludwigs Rückkehr aus Italien
- Italienzug Johanns von Böhmen.
 Liber sextus mit 12 Kapitel besteht aus
- Tod Heinrichs von Kärnten und Nachfolge der Habsburger
- Herzogeinsetzung Ottos des Fröhlichen
- Auseinandersetzungen Johanns von Böhmen mit den Habsburgern
- Albrechts Pilgerfahrt nach Aachen und Köln.

## Editionen
- Iohannis abbatis Victoriensis: Liber certarum historiarum. Herausgegeben von Fedor Schneider. Hahn, Hannover u. a. 1909–1910;
  - Band 1: Libri I – III (= Monumenta Germaniae Historica. Scriptores. 7, Scriptores rerum Germanicarum in usum scholarum seperatim editi. 36, 1).
  - Band 2: Libri IV – VI (= Monumenta Germaniae Historica. Scriptores. 7, Scriptores rerum Germanicarum in usum scholarum seperatim editi. 36, 2).
- Abt Johann von Victring: Das Buch gewisser Geschichten (= Die Geschichtschreiber der deutschen Vorzeit in deutscher Bearbeitung. XIV. Jahrhundert, Bd. 8). Dyk, Leipzig 1888.